# Umysłowa oś liczbowa
Umysłowa oś liczbowa (czasem: umysłowy ciąg liczbowy, zmysł liczby, arytmetyka poznawcza, arytmetyka umysłowa) – pojęcie z zakresu psychologii oraz dydaktyki matematyki oznaczające, że w wyobrażeniu umysłowym liczby uporządkowane są linearnie oraz rozmieszczone przestrzennie od lewej do prawej. Istnienie umysłowych osi liczbowych potwierdzają takie zjawiska jak np. efekt odległości czy efekt SNARC.

## Efekt odległości
Efekt odległości polega na tym, że podczas oceny, która z dwóch podanych liczb jest większa, czas reakcji skraca się proporcjonalnie do odległości numerycznej między liczbami. Np. na stwierdzenie, która z liczb 2 i 3 jest większa, potrzebne jest więcej czasu, niż dla liczb np. 2 i 8. Efekt ten dotyczy zarówno liczb jednocyfrowych, jak i wielocyfrowych. Efekt odległości ma wpływ także na efekt interferencji liczbowo-wielkościowej. W przypadku liczb bardziej od siebie oddalonych, np. 2 i 9, łatwiej określić, która z liczb o różnych wielkościach fizycznych jest większa numerycznie, niż przy liczbach numerycznie mniej się różniących, np. 3 i 4.

## Logarytmiczne rozmieszczenie liczb na osi liczbowej
Liczby na umysłowej osi liczbowej często zdają się być skompresowane logarytmicznie. Mówiąc inaczej, pomimo równoważnej numerycznie odległości między danymi liczbami, wraz ze wzrostem wartości liczb, subiektywna odległość maleje. To znaczy, że np. odległość pomiędzy liczbami 2 i 7 wydaje się być większa, niż między 62 i 67, mimo że te odległości są takie same ({\displaystyle 7-2=5,} {\displaystyle 67-62=5}). Można to potraktować jako odpowiednik prawa Webera-Fechnera, mówiącego, że subiektywna siła odbieranych wrażeń zmysłowych przebiega logarytmicznie w stosunku do obiektywnej intensywności bodźca fizycznego.
Logarytmiczne rozmieszczenie liczb na umysłowej osi liczbowej jest szczególnie wyraźne u młodszych dzieci. Dając dzieciom rysunek osi liczbowej z zaznaczonymi wartościami 0 i 100 oraz prosząc o zaznaczenie jakiejś liczby, np. 67, w przypadku młodszych dzieci liczba ta będzie przesunięta zdecydowanie bliżej wartości 100, niż powinna być w rzeczywistości. W pewnym badaniu zaobserwowano silnie logarytmiczną skalę u drugoklasistów, z kolei u czwartoklasistów rozmieszczenie liczb na osi było już bardziej liniowe i bliższe faktycznemu rozmieszczeniu liczb na osi liczbowej. Uczniowie klasy IV dość dobrze poradzili sobie z lokalizacją liczb na osi liczbowej w zakresie od 0 do 1000. Drugoklasiści liczby małe umieszczali zdecydowanie zbyt daleko na prawo od 0. Np. liczbę 15 wpisywali w miejsce liczby 250, a liczbę 250 wskazywali tam, gdzie powinno być 600.

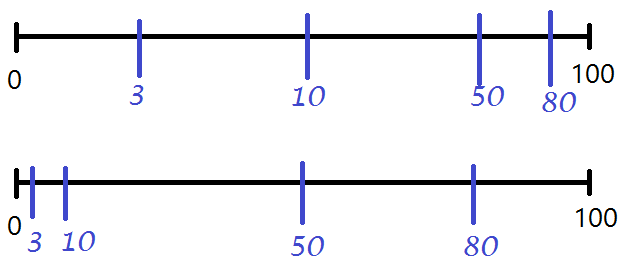
Na górze przykładowe logarytmiczne rozmieszczenie liczb na osi liczbowej (rozwiązanie na poziomie drugoklasisty); na dole przykładowe poprawne rozmieszczenie liczb na osi liczbowej (rozwiązanie na poziomie czwartoklasisty)

Badania sugerowały, że umysłowa oś liczbowa pierwotnie występuje w postaci logarytmicznej i dopiero poprzez ćwiczenia w szkole przekształca się w linearną oś liczbową. Zjawisko to można uzasadnić ewolucyjnie. Dla głodnego zwierzęcia różnica między 3 a 4 jednostkami jedzenia jest dużo istotniejsza, niż między 103 a 104 jednostkami jedzenia. Podobnie dla człowieka, różnica np. między 1 zł a 100 zł wydaje się być większa, niż między 10 001 zł a 10 100 zł. Późniejsze badanie dyskutowało jednak z tezą o logarytmicznym rozmieszczeniu liczb demonstrując istnienie u młodszych dzieci różnicy w interpretacji liczb jedno- i dwucyfrowych, proponując w miejsce modelu logarytmicznego dwa modele liniowe.
Logarytmiczne rozmieszczenie liczb na umysłowej osi liczbowej pokazano szczególnie wyraźnie u osób cierpiących na dyskalkulię. Wyniki te są interpretowane tezą, że dzieci z dyskalkulią dysponują mniej precyzyjną koncepcją liczb, a reprezentacja osi liczbowej w ich umyśle pozostaje niedookreślona, niedokładna, niewystarczająco wykształcona.

## Przestrzenne umieszczenie umysłowej osi liczbowej a zespół nieuwagi stronnej
Zespół nieuwagi stronnej to zaburzenie spowodowane uszkodzeniem prawej półkuli mózgu, polegające na ignorowaniu przestrzeni znajdującej się po lewej stronie, mimo nienaruszenia zdolności widzenia. Takie osoby np. wykonują makijaż tylko na połowie twarzy lub jedzą z tylko z prawej połowy talerza. Zespół nieuwagi stronnej diagnozuje się właśnie poprzez zaznaczanie punktów na osi liczbowej. Osoby cierpiące na tę przypadłość umieszczają środek odcinka bliżej prawego końca, ponieważ ignorują lewą połowę odcinka. Okazuje się, że u osób z tym schorzeniem takie błędy pojawiają się nie tylko podczas pracy z rysunkiem osi liczbowej, ale także w sytuacjach czysto werbalnych. Np. na pytanie: jaka liczba znajduje się dokładnie w połowie między 2 i 6? osoba cierpiąca na zespół nieuwagi stronnej odpowie najpewniej, że jest to liczba 5. Stanowi to jednoznaczny dowód, że umysłowa oś liczbowa u człowieka jest zorientowana przestrzennie – od lewej do prawej.